# Oligostigmoides
Oligostigmoides é um gênero de mariposa pertencente à família Crambidae.